# Taru Valjakka
Taru Aura Helena Valjakka (Helsinki, 16 settembre 1938) è un soprano finlandese.

## Biografia
Dopo gli studi di canto e violino all'Accademia Sibelius, fece il suo debutto sulle scene nel 1964 come Donna Anna in Don Giovanni all'Opera Nazionale Finlandese. Qui cantò anche come Mimì, Pamina, la Contessa, Fiordiligi, Desdemona, Ariadne, Mélisande e Leonora.
Tuttavia, ottenne i suoi maggiori successi come interprete delle opere di compositori finlandesi moderni e contemporanei, cantando nelle prime assolute di The Horseman (1974) e The Red Line (1978) di Aulis Sallinen e composizioni di Joonas Kokkonen e Paavo Heininen. 
Fu in The Red Line che esordì al Metropolitan nel 1983 e a New York si fece apprezzare anche come interprete di Sibelius in concerto alla Carnegie Hall. Sempre nel 1983 fu Senta ne L'olandese volante al Festival dell'opera di Savonlinna, tornandovi quattordici anni dopo nel ruolo mezzosopranile di Mary. Il 6 dicembre 1983 fu insignita della medaglia Pro Finlandia per i suoi meriti artistici. Nel 1987 esordì al Teatro Colón nel ruolo di Senta.
Fu sposata con il biologo Risto Valjakka dal 1960 alla morte dell'uomo nel 2007.

## Discografia parziale
- Sibelius: En saga; The Oceanides; Pohjola's Daughter; Luonnotar; Pelleas et Melisande (estratti). Bournemouth Symphony Orchestra. (EMI ESD7159)
- Lady Macbeth del Distretto di Mcensk - Galina Višnevskaja, Nicolai Gedda, Werner Krenn, Taru Valjakka, Dimiter Petkov, Robert Tear, Birgit Finnilä, Alexander Malta, Ambrosian Singers, London Philharmonic Orchestra, direttore Mstislav Rostropovič, EMI ASD 3664 (1979)